# Farhad al-Jabri
Farhad Khamis al-Jabri (* 25. November 1984) ist ein ehemaliger omanischer Leichtathlet, der sich auf den Sprint spezialisiert hat.

## Sportliche Laufbahn
Erste internationale Erfahrungen sammelte Farhad al-Jabri im Jahr 1999, als er bei den Jugendweltmeisterschaften in Bydgoszcz mit 11,47 s in der ersten Runde im 100-Meter-Lauf ausschied und auch über 200 m kam er mit 22,85 s nicht über den Vorlauf hinaus. 2002 schied er bei den Juniorenasienmeisterschaften in Bangkok mit 10,91 s in der Vorrunde über 100 m aus und 2003 verpasste er bei den Weltmeisterschaften nahe Paris mit 40,65 s den Halbfinaleinzug mit der omanischen 4-mal-100-Meter-Staffel. 2005 gewann er bei den Islamic Solidarity Games in Mekka in 40,13 s die Silbermedaille mit der Staffel hinter dem Team aus Saudi-Arabien und anschließend schied er bei den Asienmeisterschaften in Incheon mit 10,89 s im Vorlauf über 100 m aus und klassierte sich mit der Staffel mit 40,46 s auf dem siebten Platz. Daraufhin wurde er bei den Westasienspielen in Doha in 10,90 s Achter im Einzelbewerb und gewann mit der Staffel in 40,73 s die Silbermedaille hinter dem Team aus Kuwait. 2006 startete er mit der Staffel bei den Asienspielen in Doha und wurde dort in 40,38 s Siebter mit der Staffel. Nach drei Jahren ohne dokumentierte Wettbewerbsteilnahmen schied er 2009 bei den Arabischen Meisterschaften in Damaskus mit 10,82 s in der erstenr Runde über 100 m aus und gewann im Staffelbewerb in 40,37 s die Bronzemedaille hinter den Teams aus Saudi-Arabien und den Vereinigten Arabischen Emiraten. Anschließend kam er auch bei den Asienmeisterschaften in Guangzhou mit 10,89 s nicht über die Vorrunde über 100 m hinaus und belegte mit der Staffel in 40,37 s den achten Platz. Im Jahr darauf nahm er an den Asienspielen ebendort teil und schied dort mit 10,88 s im Halbfinale über 100 m aus und gelangte mit der Staffel nach 40,02 s auf Rang sieben. 2011 verpasste er bei den Asienmeisterschaften in Kōbe mit 40,38 s den Finaleinzug mit der Staffel und anschließend wurde er bei den Panarabischen Spielen in Doha wegen des Dopingvergehens einer seiner Mitstreiter disqualifiziert. 2013 siegte er in 39,43 s bei den Arabischen Meisterschaften ebendort und anschließend gelangte er bei den Asienmeisterschaften in Pune mit 39,78 s ins Finale, konnte dort das Rennen aber nicht beenden. Daraufhin siegte er in 39,72 s mit der Staffel bei den Islamic Solidarity Games in Palembang. 2015 startete er mit der Staffel bei den Militärweltspielen im südkoreanischen Mungyeong und verhalf dem Team zum Finaleinzug. Daraufhin beendete er seine aktive sportliche Karriere im Alter von 30 Jahren.

## Persönliche Bestzeiten
- 100 Meter: 10,70 s (+0,3 m/s), 13. Juli 2010 in Ústí nad Labem
- 200 Meter: 22,85 s (−0,4 m/s), 17. Juli 1999 in Bydgoszcz